# Discotrema
Genre
Discotrema est un genre de poissons marins appartenant à la famille des Gobiesocidae.

## Liste d'espèces
Selon World Register of Marine Species (21 juillet 2015) :
- Discotrema crinophilum Briggs, 1976 -- Poisson-crampon des crinoïdes
- Discotrema monogrammum Craig & Randall, 2008
- Discotrema zonatum Craig & Randall, 2008

Une espèce auparavant connue sous le nom de Discotrema lineata a été renommée Lepadichthys lineatus Briggs, 1966.